# 萊薩特山
萊薩特山（英語：Mount Lysaght），是南極洲的山峰，位於沙克爾頓海岸，處於馬卡姆山以北3公里，屬於伊麗莎白女王嶺的一部分，海拔高度3,755米，由英國探險隊發現和命名，現時由南極條約體系管理。